# Поганці 2
«Поганці 2» (англ. The Bad Guys 2) — американський анімаційний комедійний фільм про пограбування, знятий за мотивами однойменної серії дитячих книжок Аарона Блейбі, створений DreamWorks Animation. Продовження фільму «Поганці» (2022), знятий режисером П'єром Періфелем. Ролі озвучили Сем Роквелл, Марк Марон, Крейг Робінсон, Ентоні Рамос, Аквафіна, Зазі Бітц, Річард Айоаді, Лілі Сінґ та Алекс Борштейн, які повторили свої ролі з першого фільму, а також Даніель Брукс, Марія Бакалова та Наташа Ліонн, які приєднання до акторського складу.
Прем'єра фільму відбулася у Сполучених Штатах 1 серпня 2025 року.

## Синопсис
Після подій першого фільму «Поганці» намагаються знайти довіру і визнання у своєму новоспеченому житті «Добряців», коли їх витягують з відставки і змушують виконати «останню роботу» загін злочинців «Лихиці», що складається виключно з жінок, які є фанатами їхніх попередніх подвигів.

## Акторський склад
| Актор           | Роль                           |
| --------------- | ------------------------------ |
| Сем Роквелл     | пан Вовчук                     |
| Марк Марон      | пан Гадський                   |
| Крейг Робінсон  | пан Акуляк                     |
| Ентоні Рамос    | сеньйор Піраньйо               |
| Аквафіна        | панна Тарантула                |
| Даніель Брукс   | Кітті кет                      |
| Наташа Ліонн    | Doom                           |
| Марія Бакалова  | Pigtail                        |
| Зазі Бітц       | губернаторка Діана Хвостенко   |
| Річард Айоаді   | професор Мармелад              |
| Лілі Сінґ       | репортерка Міла Білопухнаста   |
| Алекс Борштейн  | начальниця поліції Мері Резалс |
| Кетрін Раян     | секретарка Морін               |
| Хорхе Гутьєррес |                                |

### Український дубляж
Перекладачка та режисерка дубляжу — Анна Пащенко, звукорежисер — Богдан Клименко, звукорежисер перезапису — Олег Кульчицький, координаторка проєкту — Аліна Гаєвська

Мікс дубляжної версії здійснено студією Le Doyen

Вовчук — Роман Чорний

Діана — Лілія Ребрик

Гадський — Михайло Кришталь

Піраньйо — Артем Пивоваров

Тарантула — Слава Красовська

Акуляк — Артем Матинішин

Кітті — Катерина Качан

Свинтія — Ярослава Кравченко

Сюзанна — Ілона Бойко

Мармелад — Олександр Педан

Гиря — Вікторія Білан-Ращук

## Виробництво

### Розробка
У березні 2022 року, за місяць до виходу «Поганців», режисер П'єр Періфель заявив, що хотів би зняти продовження. 26 березня 2024 року DreamWorks Animation підтвердила, що сиквел буде знято: Періфель повернувся до режисури, а Джей-Пі Санс, який очолював анімацію персонажів у попередньому фільмі, став співрежисером. Сем Роквелл, Марк Марон, Аквафіна, Крейг Робінсон, Ентоні Рамос, Річард Айоаді, Зазі Бітц, Алекс Борштейн і Ліллі Сінґ повторюють свої ролі з попереднього фільму. Деніел Пембертон також повертається до написання музики. 13 липня 2024 року було оголошено, що Наташу Ліонн отримала роль у сиквелі. У листопаді було оголошено, що в сиквелі будуть зняті Даніель Брукс і Марія Бакалова.

### Анімація
6 жовтня 2023 року стало відомо, що неанонсований на той час фільм буде анімацією Sony Pictures Imageworks. Imageworks працюватиме як партнерська студія з DreamWorks, використовуючи «змішану модель виробництва». Препродакшн буде здійснюватися власними силами DreamWorks, а також приблизно 50 % створення ресурсів та одна година виробництва, тоді як Imageworks займатиметься іншими 50 % створенням ресурсів та 20 хвилинами зйомок.

## Маркетинг
Перший трейлер вийшов 21 листопада 2024 року.

## Випуск
Прем'єра в США запланована на 1 серпня 2025 року.
У рамках довгострокової угоди між Universal і Netflix фільм транслюватиметься на Peacock протягом перших чотирьох місяців, після чого перейде на Netflix протягом наступних 10 місяців, а потім повернеться на Peacock протягом решти чотирьох.